# 馮兩努
馮兩努（英語：Ronald Fung，1953年10月14日—2008年10月11日），原名馮國輝，幼名馮國喜，香港企业家，商战谋略培训讲师，曾任區議員及電視節目主持，亦經常進行演講，有不少著作。他將個人名字改作「兩努」，是取「兩倍努力」之意。

## 生平
馮兩努出生於廣東中山翠亨村（即孫中山家鄉）的一處貧苦家庭內，四歲喪父。他有三姊一兄一妹，曾被寄居於澳門、竹園、紅磡、中環、灣仔、北角等不同親戚的家。馮兩努於十四歲時才畢業於力行書院（小學部，位於中環鐵崗4號）。其後先後入讀灣仔交加里西南中學、尖沙咀柯士甸道聖智德英文書院、深水埗鴨寮街博禮英文書院，深水埗界限街培新英文書院以及北角明園西街威靈頓英文中學。他在1971年參加香港中學會考，在中文、英文、數學、中國歷史、世界歷史和生物科各個科目中考獲B與C級的成績，並升讀預科。直至1973年未能經大學入學試入讀香港大學。於是在朋友提議下到加拿大升學。為了賺取學費，他在新法書院花了一年時間教授日校和夜校的英文科。及後於1974年啟程。1977年，他在加拿大的約克大學取得歷史系學士學位。回港後，馮兩努任職教育司署助理教育官，在荃灣官立中學任教歷史科。數年後，再轉職宏利保險當保險從業員。至1983年移民加拿大生活。但由於要為兒女的前途著想，他於1986年回流香港，在銀行或及證券公司任職投資顧問。後來個人知名度提高，因而獲出版商邀請撰寫書籍，開展其作家事業。
馮兩努曾先後於1995年及1996年在亞洲電視本港台主持《三國啟示錄》與《三國演義超智版》，開始取得不少知名度。自此，他亦主持了本港台一些批論政經的節目，包括《中國財神秘笈》和《馮兩努論雍正》。他亦在1998年至1999年期間擔任本港台時事節目《互動新聞網》的嘉賓主持。
及後，他曾參選1999年香港區議會選舉，在不被看好下擊敗從政多年的周梁淑怡勝出，代表灣仔區司徒拔道選區。競選時，他連續18日每天早上6時45分至9時均站在司徒拔道的主要交通路口向每一架路過的車輛和每一個走過的行人說一聲早安並送上微笑。然而，他參與2000年香港立法會選舉港島區選區，卻以15,419票（5.91%）落敗，僅次於取得最後一席的民建聯團隊之第二位候選人蔡素玉（7.85%）。
2008年10月11日，馮兩努在香港理工大學李嘉誠樓16樓聽講座期間，發覺心臟不適，及後校方馬上將其送往伊利沙伯醫院，至晚上證實死亡。

## 演讲特色
对《史记》、《孙子兵法》、《三国演义》、《红楼梦》、《水浒传》自学研究。将名著，谋略精华融入现代商战，自成一家。對《三国演义》的評論更是非常傑出，深入香港人的記憶中。

## 著作
馮兩努接受訪問稱他曾寫過72本書，而當中《向失敗挑戰》、《隋唐歷史教訓》分別是1990年和1996年的十大好書之一。
馮兩努曾談論有關其書《從減肥到馬拉松》。事緣他中年時一直飽受心臟疼痛之煎熬，每每氣喘如牛，卻不想長久服藥渡年，於是遵從醫生指示，下定決心去做運動。他將自己由190磅減至160磅的減肥過程，並用5小時13分跑畢2008年的香港渣打馬拉松的經歷輯錄成書。 
書目列表如下（未完成）：
皇冠叢書：
07.《生意不難做》
08.《騙的教育》
12.《三國新啟示錄》
13.《古往今來學推銷》/1996年
14.《向失敗人學成功》/1996年
17.《孫子商用兵法》/1999年
26.《太陽底下港人港事》/1999年
27.《專家嚇一跳之錢銀世界》/1999年
28.《逆境新方向》/1999年
33.《以努賣腦馮兩努》/2000年
- 《向失敗挑戰》
- 《隋唐歷史教訓》
- 《三国启示录》
- 《春秋战国启示录》
- 《创业之道》
- 《商场智慧》
- 《從減肥到馬拉松》
- 《向海派學習》

## 电视节目
- 本港台《三國啟示錄》（1995年，点评電視劇《三国演义》）
- 本港台《三國演義超智版》（1996年，点评電視劇《三国演义》）
- 本港台《中國財神秘笈》（1996年）
- 本港台《馮兩努論雍正》（1999年，点评電視劇《雍正王朝》）
- 本港台《互動新聞網》（1998年－1999年）

## 外部連結
- 馮兩努官方網址 （页面存档备份，存于）
- 馮兩努參選2000年立法會選舉時的政綱
- 馮兩努參選2004年立法會選舉時的政綱
- 馮兩努【向海派學習】（足本全文閱讀） （页面存档备份，存于）
- 馮兩努【用人之道——胡雪巖的成功秘訣】（全文下載閱讀）
- 馮兩努【三國啟示錄】（全文下載閱讀）
- 馮兩努作品集